# Cena Václava Bendy
Cena Václava Bendy (v letech 2016-2022 Cena ÚSTR za svobodu, demokracii a lidská práva) je české ocenění, které uděluje Ústav pro studium totalitních režimů v listopadu každého roku osobnostem, které se významně podílely na boji za obnovu svobody a demokracie Československé republiky v letech nesvobody (1938–1945) a komunistické totalitní moci (1948–1989).
Cena Václava Bendy je udělována od roku 2008. Byla pojmenována po disidentovi Václavu Bendovi. V roce 2016 byla struktura ocenění změněna. Cena Václava Bendy zůstala 1. kategorií. Dále byly zavedeny dvě další kategorie:
2. Cena za mimořádný přínos k reflexi novodobých dějin, která je určena pro výzkumníky, umělce či místní politiky, kteří přispěli k diskusi o období nesvobody.
3. Cena za následováníhodné počiny při hájení principů demokracie, svobody a lidských práv udělovaná za počiny po roce 1989.
V roce 2023 byl navrácen původní formát ocenění a udělována je opět pouze Cena Václava Bendy.

## Ocenění

### 2009
- Čeněk Kudláček, (in memoriam)
- Denis Nicholson (in memoriam)
- Ernest van Maurik
- Milan Píka
- Miroslav Dvořáček
- Olga Hrubá
- František Kohout (in memoriam)
- Vladimír Kruba (in memoriam)
- Bohumil Siřínek (in memoriam)
- Marianne Canavaggio
- Jaroslav Fabok
- Ivo Feierabend
- Mirko Janeček
- Bořivoj Čelovský (in memoriam)
- Danuše Muzikářová (in memoriam)
- Stanislav Valehrach (in memoriam)
- Kamila Bendová
- Ján Langoš (in memoriam)
- Jiří Gruša

### 2010
- Karel Mejstřík (in memoriam)
- Jaroslav Untermüller (in memoriam)
- Oldřich Pecl (in memoriam)
- Rastislav Váhala (in memoriam)
- Štefan Buček (in memoriam)
- Štěpánka Baloušková (in memoriam)
- Ivana Tigridová (in memoriam)
- Pavel Knihař
- Evžen Seidl
- Růžena Krásná
- Ján Zeman
- Irina Sajenková
- František Vojtásek
- Dick Verkijk
- Helena Berthelonová
- Dagmar Andrtová-Voňková
- Božena Kuklová-Jíšová
- Jaroslav Vrzala
- Paul Lendvay
- Stanislav Cába
- Anna Magdalena Schwarzová

### 2011
- Ursula Möller (in memoriam)
- Bohumila Marie Langrová (in memoriam)
- Jan ter Laak (in memoriam)
- Rudolf Beran (in memoriam)
- Václav Žatecký (in memoriam)
- Karol Pajer (in memoriam)
- Charles Katek (in memoriam)
- Marie Jandová
- Jelena Mašínová
- Jürgen Serke
- Michal Holeček
- Eduard Zimmel
- Irena Šimonová
- László Burián
- P. Jan Rybář
- Hana Truncová
- Miroslav Vodrážka
- Štefan Miklánek
- Miloš Zemánek
- Zdeněk Zemánek

### 2012
- Josef Toufar
- Jitka Malíková
- Ivan M. Havel
- Vlasta Jakubová
- Jiří Růžička
- Emilie Machálková
- Drahoslava Janderová
- Karol Maník
- Zbyněk Hejda
- Jaroslav Hutka
- Ludvík Krejčí (in memoriam)
- Bohuslav Ečer (in memoriam)
- Mikoláš Chadima
- Andrej Stankovič (in memoriam)
- Vojtěch Preissig (in memoriam)
- Václav Kvíčera (in memoriam)
- Jindřiška Havrlantová
- Bohumil Hasil (in memoriam)
- Živodar Tvarožek

### 2013
- Ivan Binar
- P. Josef Cukr
- Jaroslav Franc (in memoriam)
- Joanna Helanderová
- Juliana Jirousová
- Věra Jirousová (in memoriam)
- P. Jaroslav Karl
- Hebe Charlotte Kohlbrugge
- Ján Michalec (in memoriam)
- Cyril Musil (in memoriam)
- Růžena Musilová (in memoriam)
- Jan Pecka
- František Schwarzenberg (in memoriam)
- Zdenek Slouka (in memoriam)
- Josef Sýkora
- Josef Veverka (in memoriam)
- Zdeněk Vltavský (in memoriam)

### 2014
- Ladislav Hejdánek
- Alois Janáček (in memoriam)
- Mirosław Jasiński
- P. Adolf Kajpr (in memoriam)
- Marie Kaplanová (in memoriam)
- Elzbieta Ledererová
- Jindřich Pokorný (in memoriam)
- František Polák (in memoriam)
- Petr Příhoda (in memoriam)
- Jiří Sedmík (in memoriam)
- Renata Soukupová
- Jarmila Stibicová
- Jaroslav Suk
- Anton Tomík
- Branislav Tvarožek
- P. Josef Heřman Tyl (in memoriam)

### 2015
- Viktor Boháč (in memoriam)
- Karel Egger (in memoriam)
- Bohumil Harmonický
- Marie Rút Křížková
- Vladimír Levora (in memoriam)
- Imrich Lichtenfeld (in memoriam)
- Zdena Mašínová
- Joachim kardinál Meisner
- Eva Mosnáková
- Augustin Navrátil (in memoriam)
- Oleg Pastier
- Tomáš Petřivý (in memoriam)
- Mons. Karel Skalický
- Bohumil Valtr (in memoriam)

### 2016
Cena za statečné občanské postoje v době nacistické okupace a komunistické diktatury
- Josef Koláček
- Martin Janec
- Eva Kondrysová

Cena za mimořádný přínos k reflexi novodobých dějin
- Tomáš Vůjtek
- Jiří Havelka

Cena za následováníhodné počiny při hájení principů demokracie, svobody a lidských práv
- Institut pro demokracii ve Východní Evropě (IDEE)
- sdružení Memorial

### 2017
Cena za statečné občanské postoje v době nacistické okupace a komunistické diktatury
- Tugomír Seferovič (in memoriam)
- Tibor Kováč (fotograf)

Cena za mimořádný přínos k reflexi novodobých dějin
- Zora Dvořáková
- Kateřina Tučková

Cena za následováníhodné počiny při hájení principů demokracie, svobody a lidských práv
- Vincuk Vjačorka

### 2018
Cena za statečné občanské postoje v době nacistické okupace a komunistické diktatury
- Zdeněk Mandrholec
- Daňa Horáková
- Ivan Kožíšek (in memoriam)
- Helena Steblová
- Bernard Papánek

Cena za mimořádný přínos k reflexi novodobých dějin
- Miroslav Kasáček
- Zdeněk Procházka
- Kristina Vlachová

Cena za následováníhodné počiny při hájení principů demokracie, svobody a lidských práv
- Alexandr Podrabinek
- Alexandr Dimitrov a Valentin Radev

### 2019
Cena za statečné občanské postoje v době nacistické okupace a komunistické diktatury
- František Wiendl
- Miloslava Števichová

Cena za mimořádný přínos k reflexi novodobých dějin
- Čeněk Růžička

Cena za následováníhodné počiny při hájení principů demokracie, svobody a lidských práv
- Vladimir Kara-Murza

Zvláštní poděkování ředitele ÚSTR za šíření duchovnosti a hodnot demokracie a svobody (mimo kategorie cen)
- Richard Čemus

### 2020
Cena za následováníhodné počiny při hájení principů demokracie, svobody a lidských práv
- Nathan Law - studentský vůdce demokratického hnutí Demosisto v Hongkongu, kandidát na Nobelovu cenu míru v roce 2018, bojovník za dodržování lidských práv v Hongkongu, Tibetu a Sin-ťiangu
- Gulnara Bekirova - krymskotatarská historička a publicistka. Angažuje se v hnutí za dodržování občanských práv na Krymu a v boji za emancipaci tatarského etnika

Cena za mimořádný přínos k reflexi novodobých dějin
- polská organizace Centrum KARTA

Cena za statečné občanské postoje v době nacistické okupace a komunistické diktatury
- Mária Didiová - slovenská signatářka Charty 77
- Milan Horáček, poslanec Bundestagu a EP za německou stranu Zelených
- Karel (Charlie) Soukup -  undergroundový písničkář, signatář Charty 77. V rámci akce Asanace byl donucen k emigraci do Francie, kde pak organizoval pravidelná setkání exulantů.

### 2021
Cena za statečné občanské postoje v době nacistické okupace a komunistické diktatury
- Jan Urban
- Irena Holoubková (in memoriam)
- Darina Bancíková (in memoriam)

Cena za mimořádný přínos k reflexi novodobých dějin
- Karin Lednická
- Spolek Memoria

Cena za následováníhodné počiny při hájení principů demokracie, svobody a lidských práv
- Maryja Kalesnikavová
- Franak Viačorka

### 2022
Cena za statečné občanské postoje v době nacistické okupace a komunistické diktatury
- Pavel Bratinka
- Jan Dus
- Jiří Gruntorád
- Milan Hulík
- František Mikloško
- Lída Rakušanová
- František Stárek "Čuňas"
- Bedřiška Synková-Hoffmannová
- Josef Šnejdárek
- Leo Žídek

Cena za mimořádný přínos k reflexi novodobých dějin
- Barbara Day
- Sabina a Jan Kratochvilovi
- Ivo Pejčoch
- Jiří Sozanský
- Tomáš Vrba
- Martin Vadas
- Eliška Wágnerová

Cena za následováníhodné počiny při hájení principů demokracie, svobody a lidských práv
- Daniela a Jan Řeřichovi
- Jiří Línek